# کوزانو
کوزانو (به ایتالیایی: Coseano) یک کومونه در ایتالیا است که در استان اودینه واقع شده‌است.

## خصوصیات
کوزانو ۲۳٫۹ کیلومترمربع مساحت و ۲٬۳۲۰ نفر جمعیت دارد.

## خواهرخوانده
شهر فینال لیگور خواهرخواندهٔ کوزانو هست.